# Дідова дочка й бабина дочка
«Дідова дочка й бабина дочка» — українська народна казка про двох дівчат із протилежними особистостями. Одна з них — дідова дочка — добра, працьовита і слухняна, а інша — бабина дочка — ледача, пихата і зла. Дідова дочка отримує нагороду за свою чесність і старанність, тоді як бабина дочка зустрічається з покараннями за свою поведінку.

## Сюжет
Жили собі дід та баба і мали собі дочку. Перед смертю баба сказала дідові, щоб не одружувався з сусідкою, в якої теж була дочка. Вона померла та лишила чоловіка і доньку. Минав час і дід забув прохання своєї жінки і одружився з сусідкою. Стали вони жити вчотирьох. Дідова дочка була доброю, працьовитою та слухняною. Вона завжди допомагала батькові, ніколи не лінувалася і ставилася до всіх з повагою. З іншого боку, бабина дочка була ледачою, пихатою і злою. Вона не допомагала матері і постійно нарікала на все. Зненавиділа нова дружина дідову дочку і наказала дідові вигнати її з дому. Повів дід свою дочку через ліз і там залишив свою доньку.
Коли дідова дочка йде лісом, вона знаходить яблуню, яка просить очистити її від хащів і бур'яну, що заважали яблуні рости. Дівчина робить це з радістю. Далі дідова дочка знаходить занедбану криницю, яка просить її почистити. Вона обчистила, обханючила і піском обсипала криницю. Далі дідова дочка зустрічає хворобливу собаку, яка просить її догледіти. Вона надає охайного вигляду собаці. Далі дівчина зустрічає піч, що просить її замазати глиною. Дідова дочка робить це. Нарешті їй зустрілася стара жінка, яка попросила найнятися до неї у працівниці на рік. Дідова дочка охоче допомагає старій жінці. Роботою було варити опару для всілякої лісової звірини й годувати її. Стара нагородила її за гарну роботу. Вертаючись назад, дівчина знову зустрічає піч, яка дарує їй проскури, собаку, яка винагороджує її намистом, криничку, яка дає їй доброї води, і нарешті яблуньку, яка дає яблука.
Повернення додому з цінними подарунками викликало заздрість мачухи. Вона вирішила відіслати і свою доньку в ліс, щоб і тій дісталося щось цінне. Повторюючи маршрут, донька мачухи також зустрічає яблуню, криницю, піч і собаку. Але на противагу дідовій дочці вона не виконує їхніх прохань. Нарешті їй зустрілася та сама стара, яка попросила найнятися до неї у працівниці на рік. Хоча бабина дочка згодилась працювати у неї, вона не змогла виконати її прохання і в процесі роботи занапастила багато лісового звіру. Минув рік і стара жінка дала їй коня шолудивого, воза поламанного та скриню з мертвими гадюками і відправила додому. Проїжджаючи повз яблуню, криницю, піч і собаку, вона намагалася отримати ті самі дари, що і дідова донька, але усі їй відмовили.

## Аналіз
У казці зла мачуха разом з дочкою протиставляються добрій, працьовитій падчерці. Головна думка у тому, що добро винагороджується, а зло карається.

### Казковий тип
Відповідно до системи Аарне–Томпсона, розробленої у 1910 році, казка відповідає типу ATU 480 «Добрі та злі дівчата» (англ. The Kind and the Unkind Girls). У казках цього типу, як правило, йдеться про зведених сестер (дочка злої жінки, до якої ставляться прихильно, і її пасербиця, до якої ставляться недоброзичливо), а також про фею / чарівницю / відьму, яка винагороджує чемну дівчину (пасербицю) і карає нечемну (доньку)..